# 11-es busz (Székesfehérvár)
A székesfehérvári 11-es jelzésű autóbusz a Szedreskerti lakónegyed - Vásárhelyi út - Sóstói bevásárlóközpont - Szedreskerti lakónegyed útvonalon közlekedik körjáratként. Betétjárata, a 11A Csapó utcai végállomással azonos útvonalon közlekedik vele. A viszonylatot a MÁV Személyszállítási Zrt. üzemelteti.

## Útvonala
| Szedreskerti lakónegyed felé körjáratban |
| --- |
| Szedreskerti lakónegyed vá. – Ligetsor – Mészöly Géza utca – Szabadságharcos út – Schwäbisch Gmünd utca – Palotai út – Piac tér – Vörösmarty tér – Széchenyi utca – Csikvári út – Batthyány utca – Vásárhelyi utca – Holland fasor – Sárkeresztúri út – Akácfa utca – Börgöndi út – Széchenyi utca – Vörösmarty tér – Piac tér – Palotai út – Schwäbisch Gmünd utca – Szabadságharcos út – Mészöly Géza utca – Ligetsor – Szedreskerti lakónegyed vá. |

## Megállóhelyei
| 0  | Szedreskerti lakónegyed végállomás  | 23 | 10, 12, 13, 14, 16 | Vörösmarty Mihály Általános Iskola, Bregyó-közi Ifjúsági és Sportcentrum          |
| 1  | Liget sor                           | 22 | 10, 12, 13, 14, 16 | Csónakázótó                                                                       |
| 3  | Uszoda                              | 20 | 10, 12, 13, 14, 16, 17, 30 | Csitáry G. Emil Uszoda és Strand                                                  |
| 4  | Szabadságharcos út                  | 19 | 13, 17, 30 |                                                                                   |
| 6  | György Oszkár tér                   | 17 | 10, 12, 13, 14, 17, 26, 26A, 26G, 27, 36, 37, 38 | Vasvári Pál Általános Iskola                                                      |
| 8  | Autóbusz-állomás                    | 15 | 10, 11A, 12, 12A, 12Y, 13, 13A, 13G, 13Y, 14, 14G, 15, 15Y, 26, 26A, 26G, 27, 36, 37, 38, 40, 41, 42, 43, 44 707, 718, 747, 748, 749, 750, 751, 757, 758, 759, 8000, 8001, 8002, 8010, 8011, 8013, 8030, 8032, 8033, 8035, 8037, 8039, 8040, 8046, 8047, 8048, 8049, 8050, 8055, 8060, 8062, 8065, 8066, 8067, 8068, 8069, 8070, 8078, 8080, 8086, 8090, 8092, 8093, 8095, 8096, 8097, 8098, 8099 1172, 1173, 1174, 1204, 1205, 1215, 1229, 1507, 1510, 1512, 1529, 1563, 1706, 1707, 1734, 1758, 1803, 1808, 1809, 1822, 1823, 1824, 1826, 1840, 1841, 1842, 1843, 1844, 1845, 1853 | Autóbusz-állomás, Alba Plaza, Belváros                                            |
| 10 | Református Általános Iskola         | 13 | 11A, 11G, 12, 12A, 12Y, 13, 13A, 13G, 13Y, 15, 15Y, 22, 23, 23E, 24, 25, 26, 26A, 36, 37, 38, 40, 41, 43, 44 | Református templom, Talentum Református Általános Iskola, József Attila Kollégium |
| 12 | Horvát István utca                  | 11 | 11A, 11G, 12, 12A, 12Y, 15, 15Y, 40, 41 8040, 8046, 8047, 8048, 8049 |                                                                                   |
| 14 | Sóstói temető                       | 9  | 11A, 40, 41 | Sóstói református temető                                                          |
| 15 | Stadion                             | 8  | 11A, 40, 41 | MOL Aréna Sóstó                                                                   |
| 16 | Segesvári utca                      | 7  | 11A, 40, 41 | Táncsics Mihály Általános Iskola                                                  |
| 18 | Batthyány köz                       | 5  | 11A, 40, 41 |                                                                                   |
| 19 | Rádió utca                          | 4  | 11A, 40, 41 |                                                                                   |
| 20 | Ikarus 1. porta                     | 3  | 11A, 11G S30 S34 S35 sebesvonat | Vasúti megállóhely, Ikarus gyár                                                   |
| 21 | Ikarus 3. porta                     | 2  | 11A, 11G | Ikarus gyár                                                                       |
| 23 | Vásárhelyi úti lakótelep végállomás | 0  | 11A |                                                                                   |